# José Manuel Pereira dos Reis
José Manuel Pereira dos Reis (Vermelha, Cadaval, 30 de Janeiro de 1879 — Roriz, Santo Tirso, 9 de Maio de 1960) foi um religioso católico português.

## Biografia
José Manuel Pereira dos Reis nasceu a 30 de Janeiro de 1879, no concelho do Cadaval, Lisboa. Com dez anos de idade entrou no Seminário Patriarcal de Santarém, sendo ordenado sacerdote a 19 de Novembro de 1903.
Frequentou a então Faculdade de Teologia da Universidade de Coimbra na qual defendeu a sua tese de licenciatura A importância das modernas arqueológicas no vale e delta do Nilo para a inteligência do êxodo (capítulos 1-12).
Tendo regressado ao Patriarcado de Lisboa, desempenhou várias funções: foi professor do Seminário de Santarém; foi secretário pessoal do Cardeal Mendes Belo; foi secretário da Cúria, tendo colaborado com o então Arcebispo de Mitilene, D. João Evangelista de Lima Vidal; foi pároco da freguesia de Nossa Senhora dos Anjos, em Lisboa. Foi ainda assistente eclesiástico da Juventude Católica de Lisboa,
Em 1931, Pereira dos Reis tornou-se Reitor do Seminário dos Olivais, cargo que ocuparia, numa primeira fase, até 1945.
Sairia do Seminário dos Olivais para desempenhar, entre 1945 e 1948, o cargo de conselheiro eclesiástico da embaixada de Portugal junto da Santa Sé, em Roma.
De volta a Portugal, regressa à reitoria do Seminário dos Olivais, onde permanece até 1951, ano em que, a 13 de Novembro, entra no Mosteiro de Singeverga.
Pereira dos Reis veio a falecer a 9 de Maio de 1960, Roriz, Santo Tirso, como oblato regular da Ordem de São Bento.
Foi uma figura marcante no Movimento litúrgico português.